# Xylopia staudtii
Xylopia staudtii är en kirimojaväxtart som beskrevs av Adolf Engler och Friedrich Ludwig Diels. Xylopia staudtii ingår i släktet Xylopia och familjen kirimojaväxter. Inga underarter finns listade i Catalogue of Life.